# Ella Fitzgerald
Ella Jane Fitzgerald (Newport News, 25 aprile 1917 – Beverly Hills, 15 giugno 1996) è stata una cantante statunitense.
Soprannominata Queen of Jazz e The First Lady of Song, è considerata una delle migliori e più influenti cantanti jazz della storia. Nel corso della sua carriera ha vinto 14 Grammy. Era dotata di un potente strumento vocale, vantando un'estensione di più di tre ottave.
Ella Fitzgerald è stata attiva per 59 anni vendendo circa 40 milioni di copie della sua settantina di album.
Esibiva spesso la sua grande capacità di improvvisazione soprattutto nello scat, una tecnica vocale tipica del jazz di cui è considerata la maggiore esponente di tutti i tempi: i suoi virtuosismi potevano durare oltre i cinque minuti, pur mantenendo una perfetta impronta melodica. Nell'ultima parte della sua carriera artistica, nei suoi concerti si divertiva sovente a imitare le voci di altri cantanti: particolarmente riuscite erano le imitazioni di Rose Murphy, Dinah Washington, Della Reese e Louis Armstrong.

## Biografia
(Ella Fitzgerald)

### Infanzia e inizi
Ella Fitzgerald nacque il 25 aprile 1917 a Newport News in Virginia da Temperance "Tempie" Henry e William Fitzgerald, entrambi definiti mulatti", secondo il censimento del 1920. I suoi genitori non erano sposati ma vissero assieme almeno per due anni e mezzo dopo la nascita di Ella. Nei primi anni 1920, sua madre e il nuovo compagno, un immigrato portoghese di nome Joseph da Silva, si trasferirono assieme alla piccola Ella a Yonkers, nello stato di New York. Nel 1923 nacque la sua sorellastra, Frances da Silva, a cui restò vicina per tutta la vita. Nel 1925 la Fitzgerald e la famiglia si trasferirono nella vicina School Street, una zona povera popolata principalmente da immigrati italiani. Iniziò la sua istruzione all'età di sei anni e fu un'eccellente studentessa, cambiò molte scuole prima del 1929 quando iniziò a frequentare la Benjamin Franklin Junior High School.
In terza elementare, la Fitzgerald si appassionò alla danza e cominciò ad ammirare il ballerino, Earl Snakehips Tucker. Si "esibiva" durante il tragitto per la scuola e la pausa pranzo per i suoi coetanei. Lei e la sua famiglia erano metodisti ed erano attivi nella Chiesa episcopale metodista africana di Betania, dove frequentava servizi di culto, studio della Bibbia e scuola domenicale. La chiesa fornì alla Fitzgerald le sue prime esperienze musicali.
Fitzgerald ascoltava soprattutto il jazz di Louis Armstrong, Bing Crosby e The Boswell Sisters. A proposito della cantante principale delle the Boswell Sisters, Connee Boswell, la Fitzgerard affermò: "My mother brought home one of her records, and I fell in love with it... I tried so hard to sound just like her." ("Mia madre portò a casa uno dei suoi dischi e me ne innamorai... ho cercato così tanto di cantare proprio come lei".)
Nel 1932, quando la Fitzgerald aveva 15 anni, sua madre morì a causa delle ferite riportate in seguito ad un incidente stradale. Abitò con il patrigno fino all'aprile del 1933, quando si trasferì nel quartiere newyorkese di Harlem per vivere da un suo zio.

### Successo e carriera
Debuttò giovanissima nel 1934, all'Apollo Theater di New York, situato proprio nel suo nuovo quartiere. L'occasione fu una delle famose Amateur Nights, le serate dedicate alle competizioni canore dei dilettanti, a cui partecipò e vinse. Fu notata da Bardu Ali che convinse Chick Webb, della cui band faceva parte, ad assumerla. Iniziò a cantare per l'orchestra di Webb nel 1935, e successivamente incise con loro alcune canzoni di successo, tra cui A-Tisket, A-Tasket, Undecided e Mister Paganini: il suo stile vivace, colorato e vorticoso, perfetto per il genere swing, le permise di entrare a far parte delle stelle della musica. Alla morte di Webb nel 1939, l'orchestra continuò a esibirsi con il nuovo nome di Ella Fitzgerald and Her Famous Orchestra.
Nel 1941 iniziò la carriera solista, abbracciando nel tempo i più svariati generi musicali: swing, bebop, blues, samba, gospel, calypso. Si esibì con i più importanti gruppi e interpreti solisti: in pratica, il suo ruolo era quello di "strumentista della voce". Negli anni cinquanta Lady Ella si esibì in una tournée attraverso l'Europa e il Nord America, accompagnata dall'orchestra di Duke Ellington. Anche con Louis Armstrong instaurò un sodalizio artistico che sarebbe sfociato nell'incisione di tre dischi: Porgy and Bess, in cui i due si esibiscono interpretando l'omonima opera di George Gershwin, e due incisioni di standard jazz, Ella and Louis e Ella and Louis Again.
Dal 1956 al 1964 incise per l'etichetta discografica Verve Records una serie di Songbooks, prodotta da Norman Granz, tratta dal repertorio delle canzoni scritte dai più grandi compositori americani.
Nel 1960 tenne un concerto a Berlino, da cui sarebbe stato tratto l'album Ella in Berlin: Mack the Knife, in cui, non ricordando il testo, cominciò a improvvisare con grande ritmo e brio: per questa interpretazione si aggiudicò un Grammy Award.
Nel 1965 tenne il concerto An Evening with Ella Fitzgerald al Lewisohn Stadium di New York (Manhattan) per il Metropolitan Opera House diretta da Nelson Riddle.
Negli anni sessanta e settanta continuò a incidere dischi, a esibirsi in tutto il mondo e a comparire in programmi televisivi, ospite di celebri colleghi, come Frank Sinatra, Dean Martin, Nat King Cole e Dinah Shore.
Gravi problemi di salute la segnarono negli ultimi anni di vita. Già cieca a causa del diabete mellito, nel 1994 le furono amputate le gambe a causa dello stesso male, di cui soffriva sin dall'infanzia. Morì nel 1996 e fu sepolta al Inglewood park cemetery di Inglewood, in California.

## Vita privata
Si sposò due volte, la prima nel 1941 con Benny Kornegay, matrimonio di cui ottenne l'annullamento nel 1942; e la seconda con il bassista Ray Brown nel 1947, con cui divorziò nel 1953. Quest'ultima coppia adottò un bambino, Ray Brown Jr, anch'egli cantante jazz e blues, oltre che pianista e batterista.

## Discografia

### Ristampa in CD delle matrici Decca 78 giri
- 1935-37 Chronological (Classics#500, 1990) (w Chick Webb & His Orch., Teddy Wilson, Benny Goodman & His Orch.)
- 1937-38 Chronological (Classics#506, 1990) (w Chick Webb & His Orch., Ella Fitzgerald and Her Savoy Eight)
- 1938-39 Chronological (Classics#518, 1990) (w Chick Webb & His Orch., Ella Fitzgerald and Her Savoy Eight)
- 1939-00 Chronological (Classics#525,) (w Chick Webb & His Orch., Ella Fitzgerald and Her Savoy Eight. E. F and Her Famous Orch.)
- 1939-40 Chronological (Classics#566,) (Ella Fitzgerald and Her Famous Orch.) (matrici Decca)
- 1940-41 Chronological (Classics#644,) (Ella Fitzgerald and Her Famous Orch.) (matrici Decca)
- 1941-44 Chronological (Classics#840,) (Ella Fitzgerald) (matrici Decca)
- 1945-47 Chronological (Classics#998,) (Ella Fitzgerald con diverse orchestre e gruppi) (matrici Decca)
- 1945-47 Chronological (Classics#1049,) (Ella Fitzgerald con diverse orchestre e gruppi) (matrici Decca)
- 1948-49 Chronological (Classics#1153,) (Ella Fitzgerald con l'Orch. di Bob Haggart e gruppi a proprio nome) (matrici Decca)
- 1950-00 Chronological (Classics#1195,) (Ella Fitzgerald con gruppi a proprio nome, duetti o con Ellis Larkins) (matrici Decca)
- 1951-00 Chronological (Classics#1261,) (Ella Fitzgerald con l'Orch.  di Sy Oliver e gruppi a proprio nome) (matrici Decca)
- 1952-00 Chronological Classics#1328,) (Ella Fitzgerald con l'Orch.  di Sy Oliver e gruppi a proprio nome) (matrici Decca)
- 1953-543 Chronological (Classics#1404,) (Ella Fitzgerald con l'Orch.  di Sy Oliver, con l'orch. di Gordon Jenkins e gruppi a proprio nome) (matrici Decca)
- 1954-55 Chronological (Classics#1457,)

### Album in studio e dal vivo
- 1950.09 - Ella Sings Gershwin (Decca Records, 1955)
- 1954.03 - Songs in a Mellow Mood (Decca Records, 1954) (duo w Ellis Larkins)
- 1954.3 - Miss Ella Fitzgerald & Mr Gordon Jenkins Invite You to Listen and Relax (Decca Records, 1954)
- 1954.06 - Lullabies of Birdland (Decca Records, 1954)
- 1955.04 - Sweet and Hot (Decca Records, 1955)
- 1956.02 - Ella Fitzgerald Sings the Cole Porter Songbook (Verve Records) - Grammy Hall of Fame 2000
- 1956.08 - Ella and Louis (con Louis Armstrong) (Verve Records)
- 1956.08 - Ella Fitzgerald Sings the Rodgers & Hart Songbook (Verve Records, 1957) - Grammy Hall of Fame 1999
- 1957.07 - Ella Fitzgerald and Billie Holiday at Newport (Verve Records, 1957)
- 1957.07 - Ella and Louis Again (con Louis Armstrong) (Verve Records, 1958)
- 1957.08 - Porgy and Bess (con Louis Armstrong) (Verve Records, 1959) - Grammy Hall of Fame 2001
- 1957.09 - Ella at the Opera House (Verve Records, 1958)
- 1957.10 - Like Someone in Love (Verve Records, 1958)
- 1957 - Ella Fitzgerald Sings the Duke Ellington Songbook (Verve Records, 1957) - Grammy Award for Best Improvised Jazz Solo 1958
- 1958.03 - Ella Fitzgerald Sings the Irving Berlin Songbook (Verve Records, 1958) - Grammy Award alla miglior interpretazione vocale femminile pop 1958
- 1958.04 - Ella in Rome: The Birthday Concert (Verve Records, 1988)
- 1958.08 - Ella Fitzgerald live at Mister Kelly's (Verve Records, 2007)
- 1958.11 - Ella Swings Lightly (Verve Records, 1959) - Grammy Award for Best Improvised Jazz Solo 1960
- 1958.11 - Ella Fitzgerald Sings Sweet Songs for Swingers (Verve Records, 1959)
- 1959.01 - Get Happy! (Verve Records, 1959)
- 1959.01 - Ella Fitzgerald Sings the George and Ira Gershwin Songbook (Verve Records, 1959)
- 1959.03 - Hello, Love (Verve Records, 1960)
- 1960.04 - Ella Fitzgerald Sings Songs from Let No Man Write My Epitaph (Verve Records, 1960) (ristampato in CD come The Intimate Ella)
- 1960.07 - Ella Wishes You a Swinging Christmas (Verve Records, 1960)
- 1960.02 - Ella in Berlin: Mack the Knife (Verve Records) - Grammy Award alla miglior interpretazione vocale femminile pop e Grammy Hall of Fame Award 1999
- 1961.02 - Ella Returns to Berlin (Verve Records, 1991)
- 1961.05 - Ella in Hollywood (Verve Records, 1961)
- 1961 - Twelve Nights in Hollywood (Verve Records, 2009) - 4^ posizione nella classifica Jazz Albums
- 1961 - Ella Fitzgerald Sings the Harold Arlen Songbook (Verve Records)
- 1961 - Clap Hands, Here Comes Charlie! (Verve Records)
- 1962 - Rhythm Is My Business (Verve Records)
- 1962 - Ella Swings Brightly with Nelson (con Nelson Riddle) (Verve Records) - Grammy Award alla miglior interpretazione vocale femminile pop 1963
- 1962 - Ella Swings Gently with Nelson (con Nelson Riddle) (Verve Records)
- 1963 - Ella Sings Broadway (Verve Records)
- 1963 - Ella Fitzgerald Sings the Jerome Kern Songbook (Verve Records)
- 1963 - Ella and Basie! (con Count Basie) (Verve Records)
- 1963 - These Are the Blues (Verve Records)
- 1964 - Hello, Dolly! (Verve Records)
- 1964.10 - Ella Fitzgerald Sings the Johnny Mercer Songbook (Verve Records)
- 1964 - Ella at Juan-Les-Pins (Verve Records)
- 1965 - Ella in Hamburg (Verve Records)
- 1964.01 - Ella In Japan: 'S Wonderful (Verve, 2011)
- 1965 - Ella at Duke's Place (con Duke Ellington) (Verve Records)
- 1966.07 - Whisper Not (Verve Records, 1967)
- 1966.07 - Ella and Duke at the Cote D'Azur (con Duke Ellington) (Verve Records, 1967)
- 1966 - The Stockholm Concert, 1966 (con Duke Ellington) (Pablo Records, 1984)
- 1967.02 - Brighten the Corner (Capitol Records, 1967)
- 1967.07 - Ella Fitzgerald's Christmas (Capitol Records, 1968)
- 1968.05 - 30 by Ella (Capitol Records, 1968)
- 1968 - Live From The Cave Supper Club
- 1968 - More Ella in Concert, 1968 (Verve Records)
- 1967.12 - Misty Blue (Capitol Records, 1968)
- 1969.05 - Ella (Reprise Records, 1969)
- 1969 - Ella Fitzgerald With The Tommy Flanagan Trio (Laserlight, 1996)
- 1968.10 - Sunshine of Your Love (MPS, 1969) (ripubblicato come Whatch What Happens - MPS 1970)
- 1970.? - Things Ain't What They Used to Be (And You Better Believe It) (Reprise Records, 1970)
- 1970 - Ella in Budapest, Hungary (Pablo Records, 1999)
- 1971.07 - Ella à Nice (Pablo Records, 1982)
- 1972 - Ella Loves Cole (Atlantic Records) (ripubblicato dalla Pablo Records nel 1978 col titolo Dream Dancing)
- 1972 - Jazz at Santa Monica Civic '72 (Pablo Records)
- 1973 - Newport Jazz Festival: Live at Carnegie Hall (Columbia Records)
- 1973 - Take Love Easy (con Joe Pass) (Pablo Records)
- 1974.04 - Ella in London (Pablo Records, 1974)
- 1975.07 - At The Montreux Jazz Festival '75 (Pablo Records, 1975)
- 1975 - Ella and Oscar (Pablo Records,) (con Oscar Peterson)
- 1975-03 - Sophisticated Lady (Pablo Records, 2001) (con Joe Pass)
- 1976.01 - Fitzgerald and Pass... Again (Pablo Records, 1976) (con Joe Pass) - Grammy Award for Best Jazz Vocal Album 1977
- 1977.07 - Montreux '77 (Pablo Records, 1978)
- 1978 - Lady Time (Pablo Records)
- 1978 - Dream Dancing (già pubblicato nel 1972 dalla Atlantic Records col titolo Ella Loves Cole) (Pablo Records)
- 1979 - Fine and Mellow (registrato nel 1974) (Pablo Records) - Grammy Award for Best Jazz Vocal Album 1980
- 1979 - A Classy Pair (con Count Basie) (Pablo Records)
- 1979 - Digital III at Montreux (Pablo Records) - Grammy Award for Best Jazz Vocal Performance, Female 1982
- 1979.07 - A Perfect Match (con Count Basie) (Pablo Records, 1980) - Grammy Award for Best Jazz Vocal Performance, Female 1980
- 1981 - Ella Abraça Jobim (Pablo Records)
- 1982 - The Best Is Yet to Come (Pablo Records) - Grammy Award for Best Jazz Vocal Performance, Female 1984
- 1983 - Speak Love (con Joe Pass) (Pablo Records)
- 1983 - Nice Work If You Can Get It (con André Previn) (Pablo Records)
- 1986 - Easy Living (con Joe Pass) (Pablo Records)
- 1989 - All That Jazz (Pablo Records) - Grammy Award for Best Jazz Vocal Performance, Female

### Partecipazioni
- 1953 - J.A.T.P In Tokyo Live at the Nichigeki Theatre 1953 (Verve Records,)
- 1954.09 - J.A.T.P.: The Ella Fitzgerald's Set (Verve Records, 1980)
- 1955 - Songs from Pete Kelly's Blues (Decca Records,)
- 1957 - One O'Clock Jump (con Count Basie e Joe Williams) (Verve Records,)
- 1983 - Return to Happiness (per la Jazz at the Philharmonic,)
- 1989 - Back on the Block (Qwest Records,)
- 1992 - The Setting Sun - Music From The Original Motion Picture Soundtrack (Rca Victor VICP-8084, Giappone). Ella Fitzgerald canta il brano The Setting Sun. Questa è la sua ultima registrazione, arrangiamenti di Billy May

### Antologie
- 1936-45 - Ella: The Legendary Decca Recordings (GRP, 1995) - boxset 4xCD
- 1944-51 - For Sentimental Reasons (Decca Records, 1956)
- 1935-89 - The Voice of Jazz (Universal, 2013) - Boxset 10xCD + libro
- 1956-64 - The Complete Ella Fitzgerald Songbooks (Verve Records, 1994) - boxset 16xCD - Grammy Award for Best Historical Album 1995
- 1956-58 - The Complete Ella Fitzgerald & Louis Armstrong on Verve (Verve Records, 1997) - boxset 3xCD
- 1973-83 - Love Letters from Ella (Concord Music Group, 2007) - seconda posizione nella classifica Jazz Albums

## Filmografia
- Gianni e Pinotto tra i cowboys (Ride 'Em Cowboy), regia di Arthur Lubin (1942)
- Tempo di furore (Pete Kelly's Blues), regia di Jack Webb (1955)
- Che nessuno scriva il mio epitaffio (Let No Man Write My Epitaph), regia di Philip Leacock (1960)
- Time Out (The White Shadow) – serie TV, episodio 3x15 (1981)